# Marlon Ramírez
Marlon Roberto Ramírez Aráuz (Balfate, Colón, Honduras; 17 de abril de 1994) es un futbolista hondureño. Juega de extremo derecho y su equipo actual es el C. D. Génesis de la Liga Nacional de Honduras.

## Trayectoria
Comenzó su carrera en las divisiones formativas del Club Deportivo Vida. El 6 de octubre de 2012 debutó oficialmente en la Liga Nacional de Honduras durante el empate de 0 a 0, en un clásico ceibeño contra Victoria. Después, el 4 de noviembre, durante el empate de 1 a 1 contra Platense en el Estadio Excelsior, cumplió su segundo juego con la camiseta del cuadro «rojo». Continuó en el cuadro ceibeño durante todo el Clausura 2013 sin poder hacerse de un puesto en el primer equipo.
El 25 de mayo de 2013 fue transferido al Vancouver Whitecaps de la Major League Soccer. El 22 de junio hizo su debut con Vancouver Whitecaps II, la filial del club, en el empate de 1 a 1 contra Richmond Kickers. Durante aquel partido ingresó en sustitución del gambiano Kekuta Manneh, al minuto 84. Al final, solamente jugó 5 partidos con la filial.
En marzo de 2014 pasó a jugar con el Charleston Battery de la United Soccer League. Debutó el 27 de abril, en el partido que se perdió por 1 a 0 contra Rochester Rhinos. El 3 de mayo, días después de su debut, fue reclamado nuevamente por el Vancouver Whitecaps.
A mediados de 2014 se concretó su traspaso al Motagua. El 31 de agosto realizó su debut como suplente en un clásico del fútbol hondureño contra Olimpia, que finalizó con derrota de 4 a 1. Durante aquel torneo –Apertura 2014–, de la mano del entrenador argentino Diego «La Barbie» Vásquez, se consagró campeón del fútbol hondureño. El 25 de mayo de 2015, un año después de su llegada, se anunció su separación del cuadro «azul profundo».
El 11 de agosto de 2015 se anunció que el Victoria había adquirido su pase. El 17 de octubre de 2015 marcó su primer gol en la Liga Nacional, efectuado durante el triunfo por 1 a 0 de su equipo sobre el Honduras Progreso.

## Selección nacional

### Selecciones menores
Participó en los Juegos Deportivos Centroamericanos 2013, en donde la Selección de fútbol de Honduras Sub-20 se adjudicó el título de campeón.
Participaciones en Juegos Deportivos Centroamericanos
| Torneo                               | Sede       | Resultado      | PJ | G |
| ------------------------------------ | ---------- | -------------- | -- | - |
| X Juegos Deportivos Centroamericanos | Costa Rica | Medalla de oro | 3  | 0 |

## Estadísticas

### Clubes
- Actualizado hasta el último partido jugado el 10 de septiembre de 2022.

| Equipo                            | Temporada           | Liga  | Liga  | Copa Nacional(1) | Copa Nacional(1) | Copa Internacional(2) | Copa Internacional(2) | Total | Total |
| Equipo                            | Temporada           | Part. | Goles | Part.            | Goles            | Part.                 | Goles                 | Part. | Goles |
| --------------------------------- | ------------------- | ----- | ----- | ---------------- | ---------------- | --------------------- | --------------------- | ----- | ----- |
| Vida Honduras                     | 2012-13             | 2     | 0     | -                | -                | -                     | -                     | 2     | 0     |
| Vida Honduras                     | Total               | 2     | 0     | 0                | 0                | 0                     | 0                     | 2     | 0     |
| Vancouver Whitecaps II · Canadá   | 2013                | 5     | 0     | -                | -                | -                     | -                     | 5     | 0     |
| Vancouver Whitecaps II · Canadá   | Total               | 5     | 0     | 0                | 0                | 0                     | 0                     | 5     | 0     |
| Charleston Battery Estados Unidos | 2014                | 1     | 0     | -                | -                | -                     | -                     | 1     | 0     |
| Charleston Battery Estados Unidos | Total               | 1     | 0     | 0                | 0                | 0                     | 0                     | 1     | 0     |
| Motagua Honduras                  | 2014-15             | 4     | 0     | -                | -                | -                     | -                     | 4     | 0     |
| Motagua Honduras                  | Total               | 4     | 0     | 0                | 0                | 0                     | 0                     | 4     | 0     |
| Victoria Honduras                 | 2015-16             | 27    | 2     | -                | -                | -                     | -                     | 27    | 2     |
| Victoria Honduras                 | Total               | 27    | 2     | 0                | 0                | 0                     | 0                     | 27    | 2     |
| Vida Honduras                     | 2016-17             | 29    | 5     | -                | -                | -                     | -                     | 29    | 5     |
| Vida Honduras                     | Total               | 29    | 5     | 0                | 0                | 0                     | 0                     | 29    | 5     |
| Juticalpa Honduras                | 2017-18             | 19    | 3     | -                | -                | -                     | -                     | 19    | 3     |
| Juticalpa Honduras                | Total               | 19    | 3     | 0                | 0                | 0                     | 0                     | 19    | 3     |
| ENPPI · Egipto                    | 2017-18             | 5     | 0     | -                | -                | -                     | -                     | 5     | 0     |
| ENPPI · Egipto                    | Total               | 5     | 0     | 0                | 0                | 0                     | 0                     | 5     | 0     |
| Marathón Honduras                 | 2018-19             | 27    | 1     | -                | -                | 2                     | 1                     | 29    | 2     |
| Marathón Honduras                 | Total               | 27    | 1     | 0                | 0                | 2                     | 1                     | 29    | 2     |
| Honduras Progreso Honduras        | 2019-20             | 16    | 1     | -                | -                | -                     | -                     | 16    | 1     |
| Honduras Progreso Honduras        | Total               | 16    | 1     | 0                | 0                | 0                     | 0                     | 16    | 1     |
| Marathón Honduras                 | 2019-20             | 10    | 1     | -                | -                | -                     | -                     | 10    | 1     |
| Marathón Honduras                 | 2020-21             | 16    | 2     | -                | -                | 2                     | 0                     | 18    | 2     |
| Marathón Honduras                 | Total               | 26    | 3     | 0                | 0                | 0                     | 0                     | 28    | 3     |
| Lobos UPNFM Honduras              | 2021                | 17    | 12    | -                | -                | -                     | -                     | 17    | 12    |
| Lobos UPNFM Honduras              | Total               | 17    | 12    | 0                | 0                | 0                     | 0                     | 17    | 12    |
| FC Tulsa Estados Unidos           | 2022                | 26    | 3     | 1                | 0                | -                     | -                     | 27    | 3     |
| FC Tulsa Estados Unidos           | Total               | 26    | 3     | 1                | 0                | 0                     | 0                     | 27    | 3     |
| Victoria Honduras                 | 2022-23             | 0     | 0     | -                | -                | -                     | -                     | 0     | 0     |
| Victoria Honduras                 | Total               | 0     | 0     | 0                | 0                | 0                     | 0                     | 0     | 0     |
| Total en su carrera               | Total en su carrera | 204   | 30    | 1                | 0                | 4                     | 1                     | 209   | 31    |

## Palmarés

### Campeonatos nacionales
| Título          | Club    | País     | Año  |
| --------------- | ------- | -------- | ---- |
| Torneo Apertura | Motagua | Honduras | 2014 |

### Campeonatos internacionales
| Título                                            | Club                                   | País       | Año  |
| ------------------------------------------------- | -------------------------------------- | ---------- | ---- |
| Medalla de Oro Juegos Deportivos Centroamericanos | Selección de fútbol de Honduras sub-21 | Costa Rica | 2013 |